# Rauschenberg (Dachsbach)

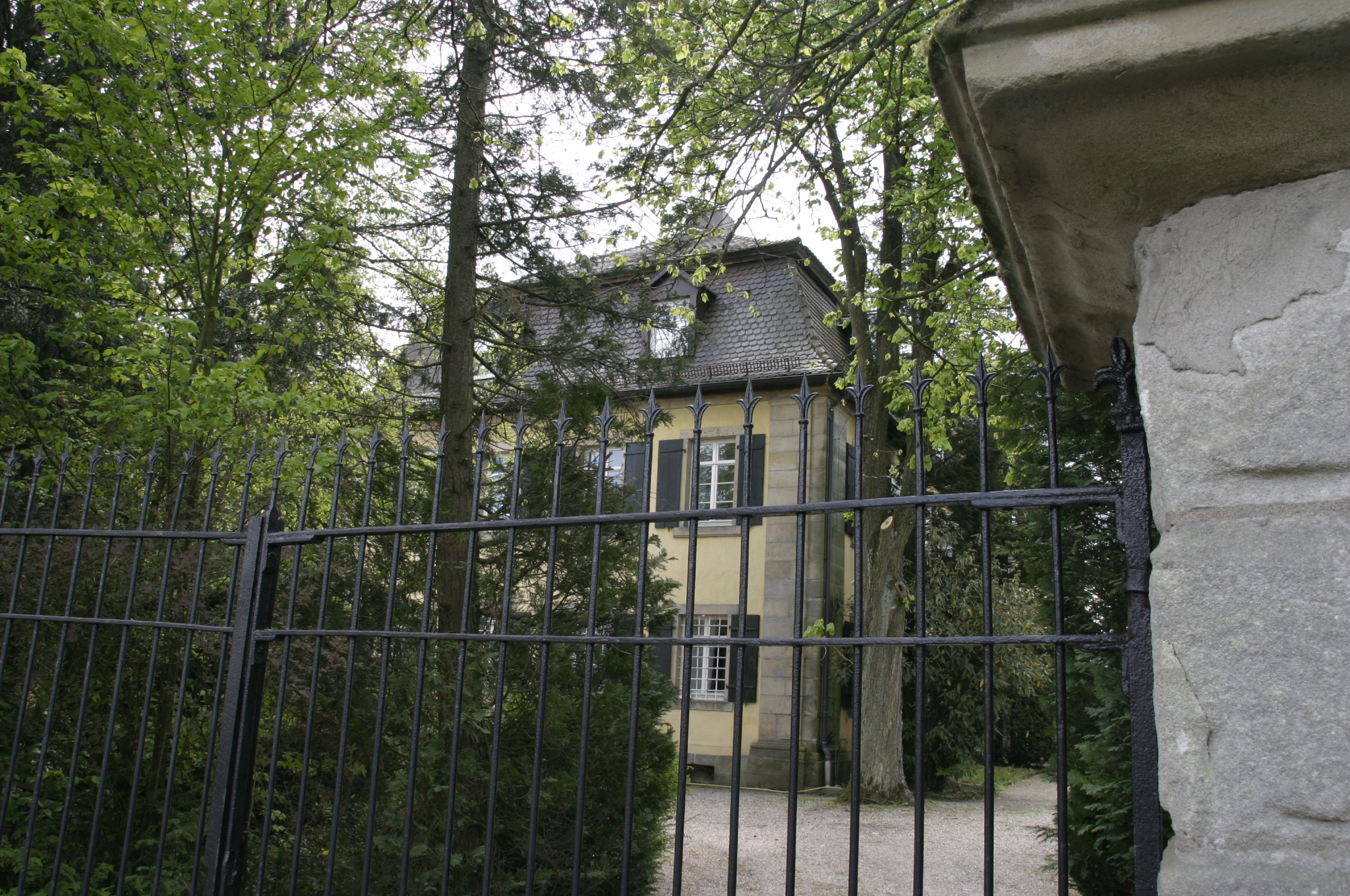
Neues Schloss (erbaut 1763–65)

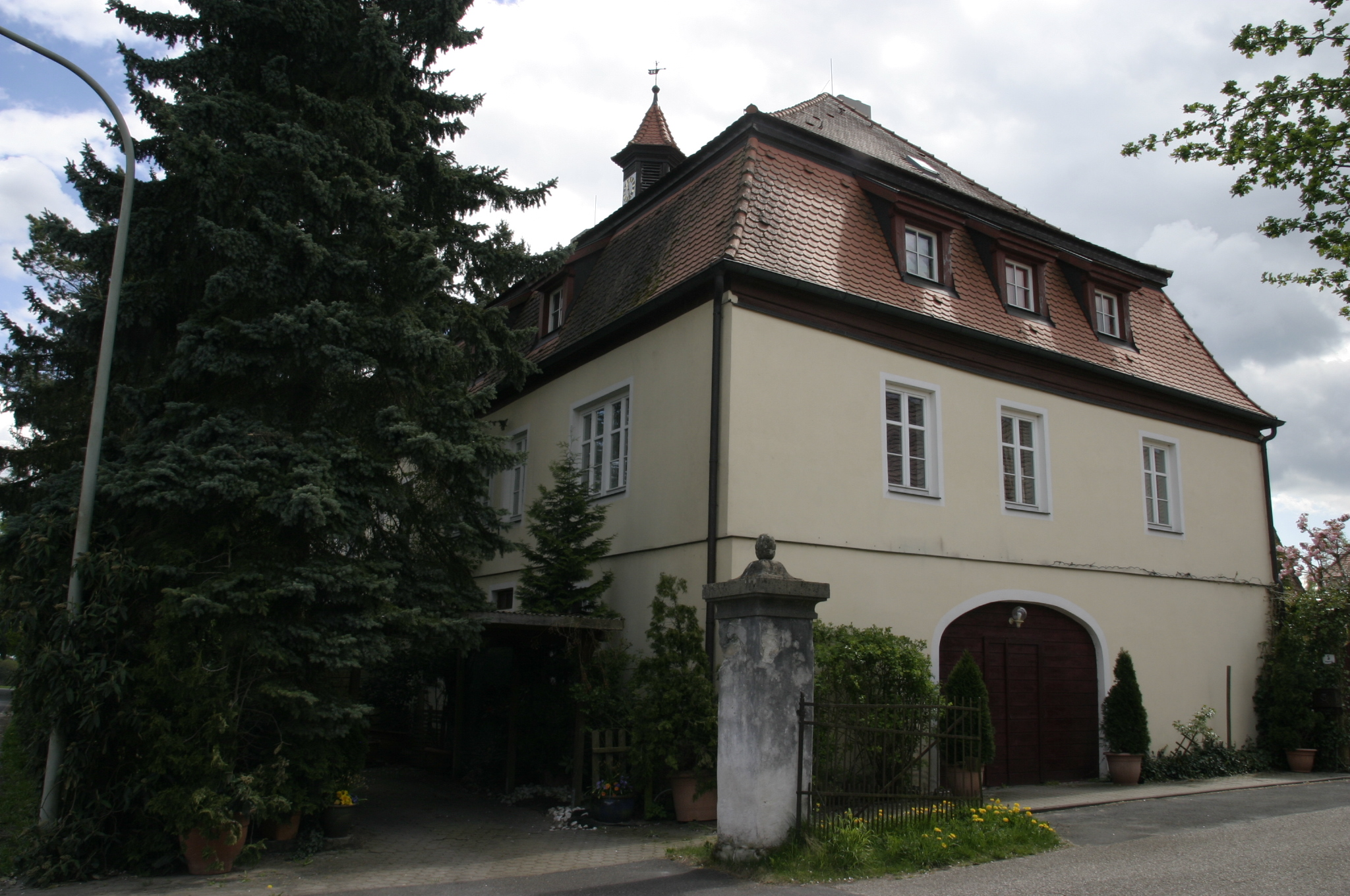
Altes Schloss (im 17. Jahrhundert erneuert)

Rauschenberg ist ein Gemeindeteil des Marktes Dachsbach im Landkreis Neustadt an der Aisch-Bad Windsheim
(Mittelfranken, Bayern). Die Gemarkung Rauschenberg hat eine Fläche von 2,269 km². Sie ist in 429 Flurstücke aufgeteilt, die eine durchschnittliche Fläche von 5288,18 m² haben. In ihr liegt neben dem namensgebenden Ort der Gemeindeteil Ziegelhütte.

## Geographische Lage
Das Dorf ist der höchstgelegene Ort der Gemeinde und liegt zwischen Neustadt und Höchstadt am südlichen Abstieg des Steigerwaldes zum Aischtal hin. Der Ort ist ein ungeregeltes Straßendorf entlang der Kreisstraße NEA 14. Er befindet sich inmitten eines ausgedehnten Wasser- und Landschaftsschutzgebietes. Die Lage ist sowohl exponiert am Südwesthang, mit weiter Aussicht über das tief aber sanft eingekerbte Tal des Kümmelbaches hinaus, als auch von Norden her in sehr wettergeschützter Lage zwischen ausgedehnten Forsten eingebettet.

## Geschichte
Rauschenberg wurde um 1426 als „Genshof“ erstmals namentlich erwähnt. Eine frühere Besiedelung der Gegend bereits zu karolingischer Zeit im 8. oder 9. Jahrhundert wird angenommen. Mehr als ein halbes Dutzend Bodendenkmäler, Siedlungsreste und Grabanlagen vor- und frühgeschichtlicher Zeitstellung sind für Rauschenberg ausgewiesen.
Im Laufe der Jahrhunderte wurden sowohl bürgerliche als auch adelige Besitzer genannt. Während der Markgrafenkriege (siehe Erster Markgrafenkrieg (1449–1450) und Zweiter Markgrafenkrieg (1552–1555)) und im Dreißigjährigen Krieg wurden Ansiedlungen zu Wüstungen. Spätestens im 16. Jahrhundert wurden das Schloss Rauschenberg und dessen Besitzer, die Seckendorff, die Hohenlohe und die Wurster von Kreuzberg (auch „Wurster von Creutzberg“) erwähnt. 
Erst um 1705 wuchs der Ort wesentlich: Zu dieser Zeit wurden 45 Tropfhäuser für fremde Ansiedler errichtet. Das neue Schloss, das gleich am Ortseingang von Dachsbach her gelegen ist und einen uralten Baumbestand besitzt, wurde von dem fuldaischen Geheimrat Georg Erasmus Wurster von Kreuzberg in den Jahren 1763 bis 1765 erbaut. Das alte Schloss wurde gleichzeitig größtenteils erneuert. Beide sind von einer parkähnlichen Anlage umrahmt und noch in Privatbesitz.
Gegen Ende des 18. Jahrhunderts gab es in Rauschenberg 55 Anwesen (Schloss, Bauhof, Brauhaus, Kalkofen, Wirtshaus, Bäckerei, Schmiede, 45 Tropfhäuser, 3 Häuser). Das Hochgericht übte das brandenburg-bayreuthische Kasten- und Jurisdiktionsamt Dachsbach aus, die Dorf- und Gemeindeherrschaft und die Grundherrschaft über alle Anwesen hatte das Rittergut Rauschenberg.
Von 1797 bis 1810 unterstand der Ort dem Justizamt Dachsbach und Kammeramt Neustadt. 1810 kam Rauschenberg an das Königreich Bayern. Im Rahmen des Gemeindeedikts wurde 1811 der Steuerdistrikt Rauschenberg gebildet, zu dem Bergtheim, Rockenbach und Ziegelhütte gehörten. 1813 entstand die Ruralgemeinde Rauschenberg, die deckungsgleich mit dem Steuerdistrikt war. Mit dem Zweiten Gemeindeedikt (1818) bildeten Bergtheim und Rockenbach eigene Ruralgemeinden. Die Ruralgemeinde Rauschenberg war in Verwaltung und Gerichtsbarkeit dem Landgericht Neustadt an der Aisch zugeordnet und in der Finanzverwaltung dem Rentamt Neustadt an der Aisch (1919 in Finanzamt Neustadt an der Aisch umbenannt, seit 1972 Finanzamt Uffenheim). Alle Anwesen unterstanden bis 1848 in der freiwilligen Gerichtsbarkeit und der Ortspolizei dem Patrimonialgericht Rauschenberg. Ab 1862 gehörte Rauschenberg zum Bezirksamt Neustadt an der Aisch (1939 in Landkreis Neustadt an der Aisch umbenannt). Die Gerichtsbarkeit blieb beim Landgericht Neustadt an der Aisch (1879 in das Amtsgericht Neustadt an der Aisch umgewandelt). Die Gemeinde hatte 1964 eine Gebietsfläche von 2,269 km².
Am 1. Januar 1972 wurde Rauschenberg im Zuge der Gebietsreform in Bayern nach Dachsbach eingemeindet.
Der kleine Friedhof mit Kapelle unterhalb des Ortes ist neuzeitlich geprägt.

### Baudenkmäler
- Hauptstr. 1: Neues Schloss mit Brunnen[16]
- Hauptstr. 5: Altes Schloss mit Brunnenbau[16]

### Einwohnerentwicklung
Gemeinde Rauschenberg
| Jahr      | 1818   | 1840   | 1852   | 1855   | 1861   | 1867   | 1871   | 1875   | 1880   | 1885   | 1890   | 1895   | 1900   | 1905   | 1910   | 1919   | 1925   | 1933   | 1939   | 1946   | 1950   | 1952   | 1961   | 1970   |
| Einwohner | 360    | 369    | 407    | 385    | 383    | 361    | 338    | 370    | 426    | 431    | 393    | 364    | 343    | 310    | 319    | 312    | 288    | 262    | 258    | 346    | 346    | 314    | 300    | 313    |
| Häuser    | 68     | 60     |        |        |        |        | 65     |        |        | 73     | 70     |        | 71     |        |        |        | 69     |        |        |        | 67     |        | 69     |        |
| Quelle    | [ 18 ] | [ 19 ] | [ 20 ] | [ 20 ] | [ 21 ] | [ 22 ] | [ 23 ] | [ 24 ] | [ 25 ] | [ 26 ] | [ 27 ] | [ 20 ] | [ 28 ] | [ 20 ] | [ 29 ] | [ 20 ] | [ 30 ] | [ 20 ] | [ 20 ] | [ 20 ] | [ 31 ] | [ 20 ] | [ 13 ] | [ 32 ] |

Ort Rauschenberg
| Jahr      | 001818 | 001840 | 001861 | 001871 | 001885 | 001900 | 001925 | 001950 | 001961 | 001970 | 001987 | 002013 | 002020 |
| Einwohner | 360    | 360    | 371    | 334    | 416    | 335    | 278    | 326    | 293    | 307    | 313    | 350    | *371   |
| Häuser    | 68     | 59     |        |        | 71     | 40     | 69     | 67     | 61     |        | 104    |        |        |
| Quelle    | [ 18 ] | [ 19 ] | [ 21 ] | [ 23 ] | [ 26 ] | [ 28 ] | [ 30 ] | [ 31 ] | [ 13 ] | [ 32 ] | [ 33 ] |        | [ 2 ]  |

## Religion
Rauschenberg ist seit der Reformation evangelisch-lutherisch geprägt und bis heute nach St. Nikolaus und Peter (Oberhöchstädt) gepfarrt.

## Heute
Die geschützte, sonnenreiche Lage des Ortes am Südhang begünstigt Landwirtschaft, Obstanbau und Obsthandel. Beispielsweise sind große Erdbeerplantagen und Streuobstwiesen anzutreffen. Seit etwa Mitte der 1970er Jahre befindet sich am östlichen Rand des Neubaugebietes eine kleine Langzeit-Rehabilitationsstätte für therapiefähige Suchtkranke. Jahrzehntelang wurde die Einrichtung unter dem Namen Hort der Hoffnung anonym betrieben. Ab 1997 übernahm das Blaue Kreuz die Trägerschaft.
Weiterhin gibt es einen Landgasthof und seit Anfang der 2010er Jahre ein Tonstudio. Ein im Ort ehemals vorhandenes Vollsortimenter-Einzelhandelsgeschäft und eine kleine Metzgerei haben in den 1980er Jahren keine Nachfolger gefunden.

## Veranstaltungen
An Himmelfahrt veranstaltet der Gartenbauverein ein Frühlingsfest, am letzten Wochenende im August wird Kärwa gefeiert. Weiterhin gibt es unregelmäßig wiederkehrende Veranstaltungen der Feuerwehr Rauschenberg, des Obst- und Gartenbauvereins, der Soldatenkameradschaft Rauschenberg und der Eigentümergemeinschaft der Anlieger der Wochenendsiedlung Am Haller.

## Verkehr
Die Kreisstraße NEA 14 führt nach Oberhöchstädt (2 km östlich) bzw. nach Bergtheim (1,7 km südwestlich). Eine Gemeindeverbindungsstraße führt nach Schornweisach zur Kreisstraße NEA 1 (1,6 km nordwestlich). Ein Anliegerweg führt zur Ziegelhütte (0,6 km nordwestlich).
Rauschenberg hat in der Ortsmitte eine Bedarfshaltestelle, die von zwei Buslinien bedient wird. Davon wird eine privat betrieben (243) und besitzt eher Schulbuscharakter, die andere (127) betreibt der VGN. Er bewirbt sie als Freizeitlinie „Aischgründer Bier-Express“ und gibt eigene Prospekte für Wanderer heraus. Ab Samstagnachmittag besteht keine Anbindung des Ortes an den ÖPNV. Dann ist die nächste Haltestelle im vier Kilometer entfernten Dachsbach.